# Zaragoza Hurricanes 2016
Questa voce raccoglie le informazioni riguardanti gli Zaragoza Hurricanes nelle competizioni ufficiali della stagione 2016.

## Liga Norte Senior 2016

### Stagione regolare
| Saragozza 19 dicembre 2015, ore 17:00 | Zaragoza Hornets | 0 – 27 referto | Zaragoza Hurricanes |  |

| 24 gennaio 2016, ore 12:30 | Zaragoza Dark Knights | 7 – 37 referto | Zaragoza Hurricanes |  |

| Saragozza 6 febbraio 2016, ore 18:00 | Zaragoza Hurricanes | 62 – 0 referto | ANV Cuervos |  |

| 21 febbraio 2016, ore 12:00 | Oviedo Madbulls | 8 – 16 referto | Zaragoza Hurricanes |  |

| Saragozza 5 marzo 2016, ore 18:00 | Zaragoza Hurricanes | 30 – 7 referto | Zaragoza Hornets |  |

| Saragozza 2 aprile 2016, ore 18:00 | Zaragoza Hurricanes | 62 – 0 referto | Gijón Royals |  |

## Statistiche di squadra
| Competizione      | %Vittorie | In casa | In casa | In casa | In casa | In casa | In casa | In trasferta | In trasferta | In trasferta | In trasferta | In trasferta | In trasferta | Totale | Totale | Totale | Totale | Totale | Totale |
| Competizione      | %Vittorie | G       | V       | N       | P       | Pf      | Ps      | G            | V            | N            | P            | Pf           | Ps           | G      | V      | N      | P      | Pf     | Ps     |
| ----------------- | --------- | ------- | ------- | ------- | ------- | ------- | ------- | ------------ | ------------ | ------------ | ------------ | ------------ | ------------ | ------ | ------ | ------ | ------ | ------ | ------ |
| Stagione regolare | 1.000     | 3       | 3       | 0       | 0       | 154     | 7       | 3            | 3            | 0            | 0            | 80           | 15           | 6      | 6      | 0      | 0      | 234    | 22     |
| Totale            | 1.000     | 3       | 3       | 0       | 0       | 154     | 7       | 3            | 3            | 0            | 0            | 80           | 15           | 6      | 6      | 0      | 0      | 234    | 22     |